# Parachtes ignavus
Parachtes ignavus là một loài nhện trong họ Dysderidae.
Loài này thuộc chi Parachtes. Parachtes ignavus được Eugène Simon miêu tả năm 1882.